# Districtul Zahana
Zahana este un district din provincia Mascara, Algeria.